# 평양맹아학교
평양맹아학교는 로제타 셔우드 홀이 설립한 맹학교이다. 현재 조선민주주의인민공화국에도 맹학교가 있지만 어떻게 바뀌었는지는 알 수 없다.